# Лісімах
Лісіма́х (дав.-гр. Λυσίμαχος ; бл. 361, Пелла — 281 до н. е.) — сподвижник Александра Великого, діадох, правитель Фракії з 323 року до н. е., цар Македонії з 285 року до н. е.

## Біографія

### Юність
Лісімах, син Агафокла із Пелли, походив із знатної македонської сім'ї, але був більш прославлений своїми подвигами, ніж знатністю. Втім, знатність Лісімаха не була стародавньою. Його батько походив з пенестів, що були чимось на кшталт кріпаків у Фессалії, але, незважаючи на своє походження, Агафокл зумів завоювати прихильність македонського царя Філіпа II, так що сини Агафокла Лісімах і Філіпп вже входять до найближчого оточення Александра Великого.
Арріан згадує Лісімаха серед соматофілаків (охоронців) Александра Великого, тобто кола найбільш довірених осіб, з яких комплектувалася особиста охорона та полководці. Курцій повідомляє, що одного разу, полюючи в Сирії на левів, він поодинці вбив звіра виняткової величини, який, проте, встиг розірвати йому ліве плече до кістки. Розповідали також, що одного разу Александр у гніві за допомогу засудженому Каллісфену наказав нацькувати на Лісімаха лютого лева, але той, засунувши руку в пащу і захопивши язик, убив звіра, після чого Александр став надавати йому повагу і пошану нарівні з кращими з македонців.
Лісімах пізніше і сам пишався цією історією. Плутарх розповідає, що під час перебування царем Фракії він показував послам глибокі шрами у себе на стегнах і на руках, і казав, що це сліди левиних пазурів, і що залишилися вони після бою зі звіром, наодинці з яким замкнув його колись цар Александр.
Одного разу Александр, зістрибуючи з коня, випадково поранив свого зброєносця Лісімаха своїм списом, і лише царська діадема поверх пов'язки зупинила рясно кров. Тоді віщун Александра сказав: «Ця людина стане царем, але правити буде важко» .

### Отримання престолу

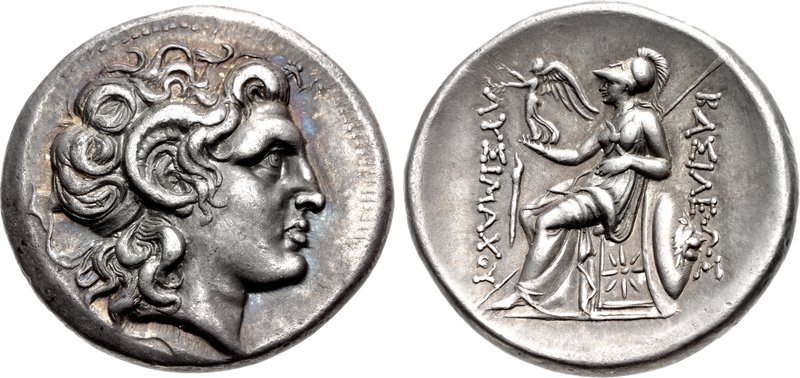
Срібна тетрадрахма
царя Лісімаха

Лісімах піднявся останніми роками життя Александра, у битвах тримався поруч із царем. Його ім'я не згадують серед полководців. Після смерті Александра Великого у 323 до н. е. Лісімах як один із командирів кінноти отримав в управління більшу частину Фракії з землями, що прилягають до Чорного моря . То справді був незавидний шматок імперії Александра. Вже 322 до н. е. Лісімах воював з царем фракійців Севтом III, який зібрав 20 тисяч піхоти та 8 тисяч кінних. У зіткненні загинула велика кількість воїнів з обох сторін, хоча перемога будь-якої зі сторін була сумнівною. Також Лісімах бився з гетьським царем Дроміхетом, затвердивши кордон річкою Дунай . Щоб забезпечити собі підтримку, Лісімах долучився до Антипатра, що правив у сусідній Македонії, і зміцнив союз одруженням з його дочкою Нікеєю, а потім тримав бік спадкоємця Антипатра Кассандра.
Довгий час Лісімах не брав участі у війнах діадохів. Лише 315 року до н. е. він увійшов у союз проти царя Антигона, який захопив на той час всю Азію. Втім, чергове повстання фракійців, яке почалося в 313 до н. е. у його землях і підтримане скіфами, не дозволило Лісімаху проявити себе у тій війні. Лісімах підступив до Одіса і незабаром узяв його. Потім він підкорив істрян і рушив проти Каллатіса . Фракійців він привів у страх і вмовив перейти на свій бік, а скіфів розгромив і прогнав геть. Після того, як македонці взяли в облогу Каллатіс, Антигон відправив на допомогу місту свого полководця Павсанія. Лісімах пішов йому назустріч. При переправі через Гем він завдав поразки фракійському царю Севту III, союзнику Антигона, а потім напав на Павсанія. Павсаній був убитий у бою, а військо його розбіглося, а частина перейшла на бік Лісімаха.
306 року до н. е., почувши, що Антигон присвоїв собі царський титул, Лісімах теж став іменувати себе царем.

### Вторгнення в Азію

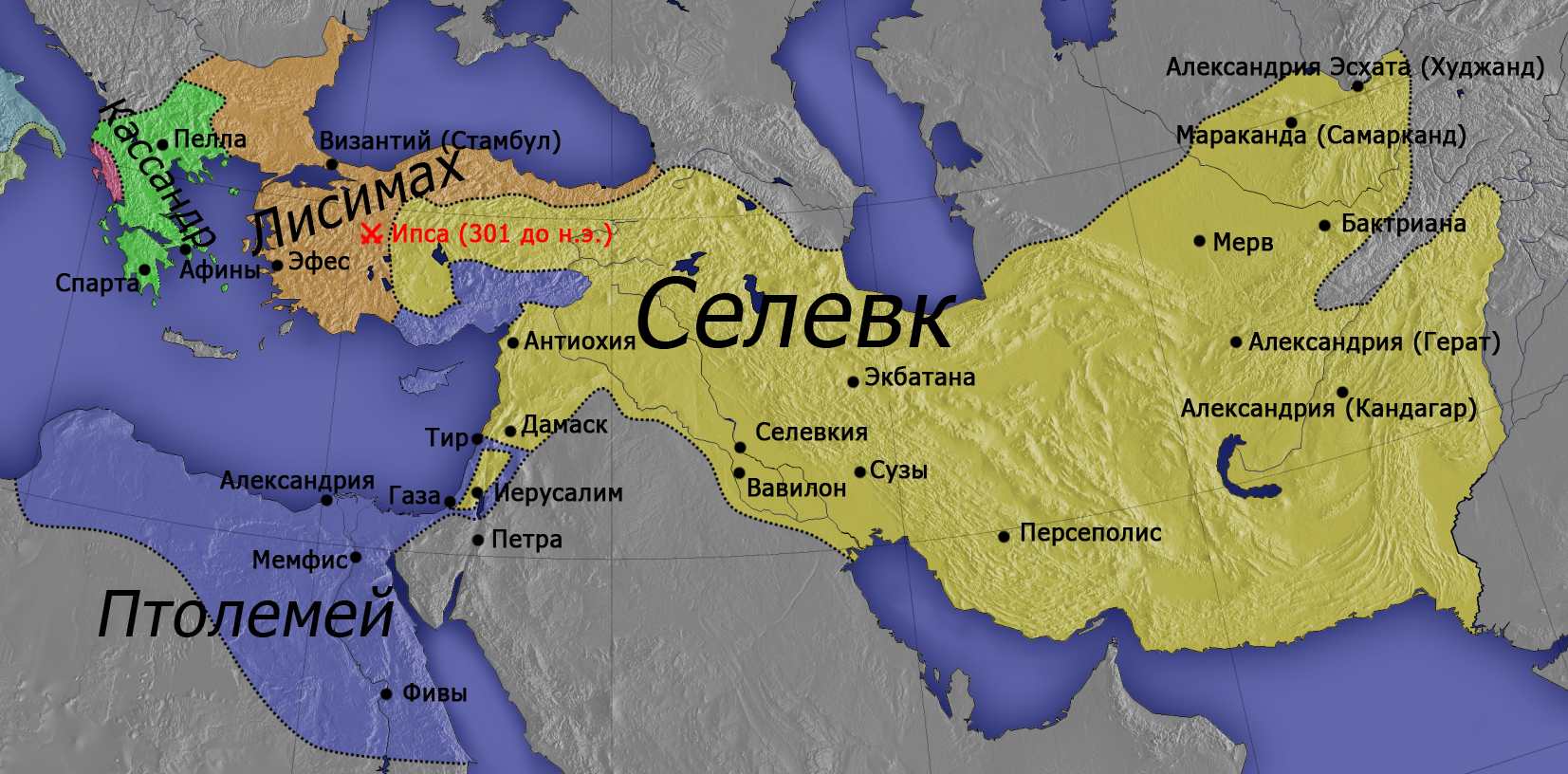
Володіння Лісімаха (помаранчевим) та інших діадохів близько 300 року до н. е..

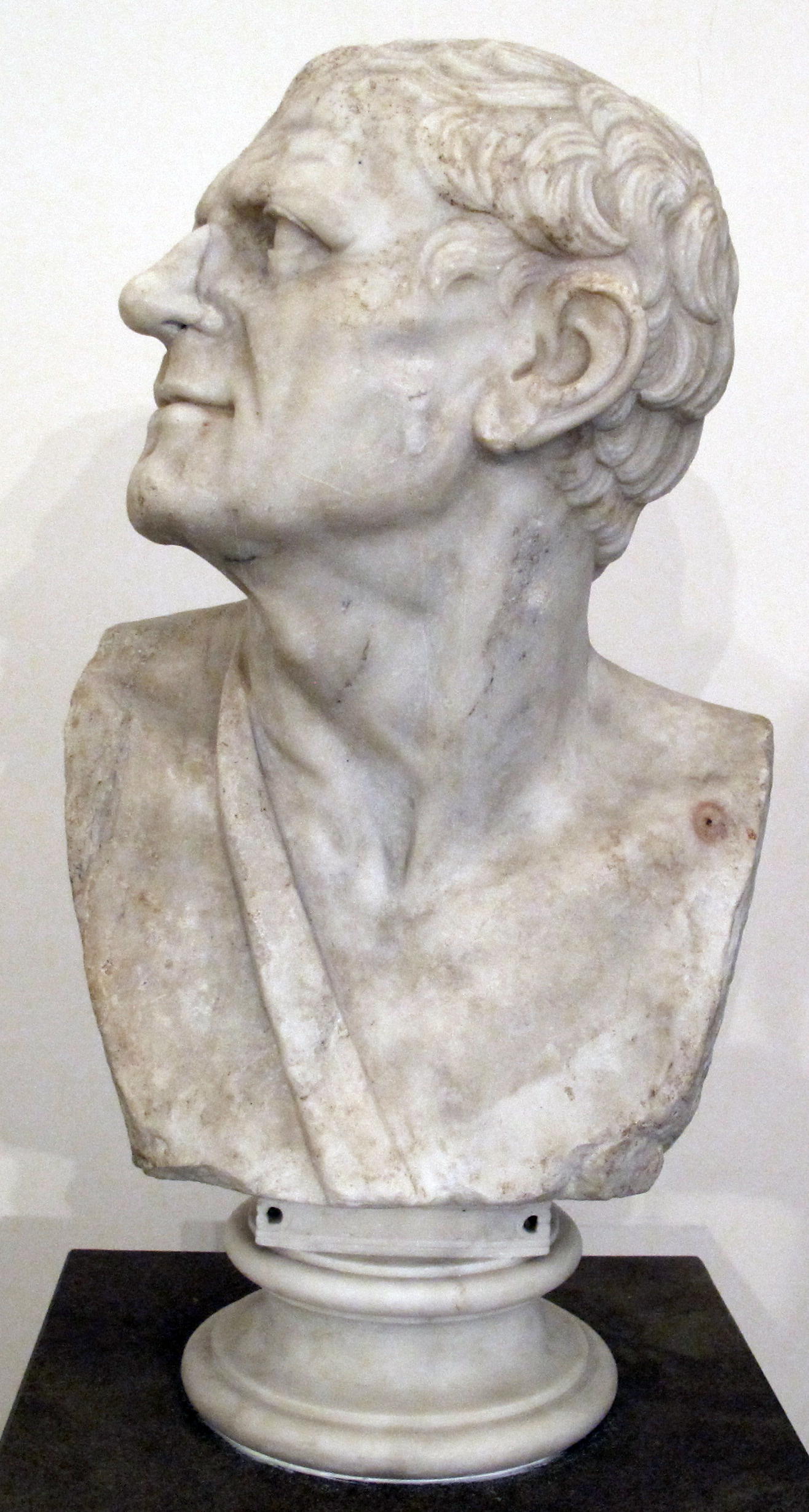
Мармуровий бюст Лісімаха, копія грецького оригіналу епохи Августа, датована II століттям до нашої ери, Національний археологічний музей, Неаполь.

302 року до н. е., маючи під керівництвом свою та армію Кассандра, Лісімах вирішив спробувати щастя в Азії. Він зміг взяти з ходу Сігей і відправив частину військ на завоювання Іонії та Еоліди . Сам він у Геллеспонтській Фригії захопив Синаду, а його полководці взяли Ефес та Колофон . З'явившись потім у Лідію, Лісімах зайняв стародавнє місто Сарди . Антигон виступив проти нього, але був абстрактний настанням іншого діадоха — Селевка. Незабаром відбулася битва при Іпс, в якій Антигон загинув. Державу його поділили переможці .
Лісімах приєднав до своїх володінь Малу Азію, переніс столицю до Ефесу і з цього часу став відігравати більш помітну роль політичних подіях на той час. У 299 до н. е. Лісімах узяв за дружину Арсиною, дочку свого бойового товариша Птолемея, який заснував царську династію Птолемеїв у Єгипті .

### Війна з гетами
У 291 до н. е. Лісімах розпочав війну з найближчими зі своїх сусідів, одрісами, а потім пішов війною на гетів. Війна пішла невдало, син Агафокл опинився в полоні, хоча казали, що сам Лісімах потрапив у полон. Поліен передає цю історію так: Дроміхет підіслав до Лісимаха перебіжчика, який увійшов у довіру і зголосився бути провідником. В результаті він завів величезне македонське військо в такі краї, де воно опинилося без їжі та води. Дроміхет напав, перебив багато македонців, захопив самого Лісімаха в полон . Плутарх у життєписі Деметрія каже, що Лісімах побував у короткочасному полоні у Дроміхета.
Дроміхет, цар гетів, прийняв Лісімаха з винятковою привітністю. Вказавши йому на злидні гетів, він порадив надалі не воювати з такими племенами, але вступати з ними в дружні стосунки. Лісімах, щоб укласти мир і здобути свободу, відмовився від земель за Дунаєм і видав за Дроміхета свою дочку . Зайнятий війною у Фракії, Лісімах поступився своїми володіннями в Македонії без бою Деметрію Поліоркету. Деметрій хотів було відібрати і Фракію, але його відволік заколот у Греції.

### Боротьба з Деметрієм Поліоркетом
Коли Деметрій Поліоркет, тепер маючи сили всієї Македонії, вирішив відібрати у Лісімаха Азію, то Птолемей, Селевк і Лісімах знову уклали між собою військовий союз, об'єднали військові сили і перенесли війну до Європи. До них приєднався цар Епіра, Пірр. Побоюючись заколоту на користь Деметрія серед підвладних йому фракійців-автаріатів, Лісімах заманив їх під приводом роздачі продовольства і всіх чоловіків, числом близько 600, наказав порубати в шматки .
У битві під Амфіполем Деметрій розбив Лісімаха, і той міг би втратити своє царство, якби Пірр не прийшов на допомогу. Пірр зайняв македонські міста, викликав смуту в армії Деметрія, змусив його бігти, а сам заволодів Македонським царством (288 року до н. е.). Лісімах вимагає поділитися владою за свої заслуги і отримав від Пірра частину Македонії.
Поки все це відбувалося, Лісімах убив свого зятя Антипатра, сина Кассандра, який звинувачував тестя в тому, що через його підступність він втратив македонський престол. Свою доньку Еврідіку, яка підтримувала ці звинувачення, Лісімах ув'язнив. Також Лісімах був жорстокий зі своїми офіцерами. На одному бенкеті якийсь Телесфор дозволив собі пожартувати на рахунок Арсиної, дружини Лісімаха, за що був кинутий у клітку і утримувався там, поки не помер.

### Війна з Пірром I
285 року до н. е. Після поразки Деметрія Поліоркета в Сирії, Лісімах, позбавлений постійної турботи, рушив нарешті на епірського царя Пірра, який стояв табором під Едесою, місті в Середній Македонії. Спершу він напав на обози Пірра, які підвозили продовольство, захопив їх і цим викликав голод у війську. Потім Лісімах спонукав найзнатніших македонців до зради, присоромивши їх за те, що вони поставили над собою чужинця (тобто епірота Пірра), а друзів та найближчих соратників Александра вигнали з Македонії.
Коли багато хто схилився до умовлянь Лісімаха, Пірр, злякавшись, пішов з військами епіріотів і союзників, втративши Македонію так само легко, як раніше придбав. Лісімах став македонським царем, зберігши за собою Фракію та Малу Азію.

### Війна з Селевком I
Як написав Павсаній, «любов часто завдає лиха чоловікам» . За його словами, дружина Лісімаха Арсіноя закохалася у його сина Агафокла від Нікеї. Коли той, будучи вже одружений з її сестрою Лісандрою, відкинув Арсиною, вона отруїла його в страху за своїх дітей, які б стали жертвою у разі приходу до влади Агафокла як спадкоємця. За словами Мемнона з Гераклеї, Лісімах сам спочатку намагався отруїти сина, підозрюючи його у зраді, але коли спроба провалилася, то наказав кинути його до в'язниці, а потім зарізати. Лісімах також стратив людей, які висловили жаль з приводу смерті Агафокла. Лісандра з дітьми, син Лісімаха Александр та євнух Філітер (скарбник Лісімаха) бігли до Селевка, спонукаючи його виступити проти Лісімаха. Лісімах сам пішов у Азію, де у лютому чи березні 281 року по зв. е.. загинув у битві з Селевком при Курупедіоні (у Лідії). Було йому 80 років згідно з Ієронімом Кардійським, за Юстином він загинув у віці 74 років, а Аппіан визначає його смерть на 70-му році життя. Це була остання битва між діадохами Александра.
Останки Лісімаха поховав його син Александр у фракійському Херсонесі . Селевк рушив до Македонії, щоб заволодіти спадщиною Лісімаха, але відразу після перетину Геллеспонта був убитий соратником Птолемеєм Керавном, який став наступним македонським царем.

## Пам'ять
- На честь Лісімаха названо рід квіткових рослин Lysimachia  (вербозілля)[24].
- Лісімах назвав на честь себе Лісімахія (дав.-гр. Λυσιμάχεια) два засновані ним міста: одне, більш значне, на Херсонесі Фракійському, заселене жителями зруйнованих Кардії та Пактії, друге в південній частині Етолії на південь від озера того ж імені, засноване між 287 і 281 роками до н. е.. Обидва досі не існують[25].